# Neocapritermitinae
Neocapritermitinae (лат.) — подсемейство термитов из семейства Termitidae. Неотропика. Известно 20 видов.

## Описание
Левая мандибула имаго и рабочих с апикальным зубцом (LAt) короче, чем LMt1+2; правая мандибула со слабо редуцированным RMt2, задний край прямой. Кишечник рабочих с двумя парами мальпигиевых сосудов, слитых в переднем направлении и вставленных в одну точку на стыке смешанного сегмента, лишен мальпигиевых узлов; смешанный сегмент длинный, дистально двустворчатый в брыжеечные мешки у Neocapritermes и Schievitermes; стык смешанного сегмента с P1 сужен и изогнут; P3 раздутый, со стенкой, несущей многочисленные шипы. Солдаты с асимметричными щелкающими мандибулами и субпрямоугольными головами, лишенными лобного выступа.
Как и у Termitinae, у имаго и рабочего зубец мандибулы RMt2 редуцирован и имеют прямой задний край, но могут отличаться отсутствием мальпигиева узла (присутствует у Termitinae sensu novo) и отсутствием лобного выступа на голове солдата (обычно присутствует в той или иной степени у Termitinae). Neocapritermitinae отличаются от Mirocapritermitinae Старого Света тремя признаками: задний край RMt2 прямой (а не вогнутый как у Mirocapritermitinae); молярная область имеет отчетливые гребни (у Mirocapritermitinae молярная область гладкая до слабых и редуцированных полос); арматура энтерального клапана состоит из трех складок (шесть у Mirocapritermitinae). У Neocapritermitinae, как и у Microcerotermitinae, имеется изогнутое соединение средней кишки с первой, но их можно отличить по солдатам (щелкающие жвалы у Neocapritermitinae, колющие/режущие жвалы у Microcerotermitinae).
Питаются гнилой древесиной или на границе дерево-почва.

## Распространение
Встречаются в Неотропике.

## Систематика
Известно 20 видов. Группу рассматривали в составе подсемейства Termitinae в родовой группе Termes. В 2024 году в ходе реклассификации современных групп термитов таксон был выделен в отдельное подсемейство Neocapritermitinae в составе 3 родов.
- Neocapritermes Holmgren, 1912[1] — 17 видов
- Planicapritermes Emerson, 1949[3] — 2 вида
- Schievitermes Roisin, 2022[4] — 1 вид